# Немертеа (Бузау)
Немертеа (рум. Nemertea) насеље је у Румунији у округу Бузау у општини Гура Тегиј. Oпштина се налази на надморској висини од 491 m.

## Становништво
Према подацима из 2002. године у насељу је живело 439 становника, од којих су сви румунске националности.